# Puerto Williams
Puerto Williams – miasto w południowym Chile, w regionie Magallanes, stolica jednej z czterech prowincji tego regionu: Antarktyki Chilijskiej. Puerto Williams to port morski nad Kanałem Beagle, położony na wyspie Navarino. Miasto ma nieco ponad 2000 mieszkańców, licząc zarówno załogę wojskową, jak i cywilów. Jest najdalej na południe położonym miastem świata.

## Historia
Miasto zostało nazwane na cześć irlandzkiego kapitana Johna Williamsa Wilsona, znanego w tym regionie Chile jako Juan Guillermos, który założył niedaleko fort Fuerte Bulnes, przeniesiony później na półwysep Brunswick.
Puerto Williams założono w 1953 jako bazę wojskową, pierwotnie pod nazwą Puerto Luisa. Osadnictwo cywilne pojawiło się wraz ze wzrostem popularności turystyki w tym regionie.
Miasto ma połączenie lotnicze i promowe z chilijskim Punta Arenas, brak natomiast regularnej komunikacji z argentyńskim portem Ushuaia, jedyną możliwością dostania się bezpośrednio do Argentyny pozostaje wynajem prywatnego jachtu.
Przed przybyciem białego człowieka Navarino i okoliczne wysypy zamieszkane były przez Indian Jagan. W mieście funkcjonuje Muzeum Antropologiczne im. Martina Gusinde przybliżające hisotrię i kulturę rdzennych ludów, jak i późniejszą kolonizację.

## Punkty ekstremalne
Puerto Williams jest najdalej na południe położonym miastem świata. Jeszcze dalej, na południowy wschód od Puerto Williams znajduje się wieś Puerto Toro (55°05′S) jest ona najdalej na świecie wysuniętą na południe funkcjonującą jednostką osadniczą.